# Ribauldequin

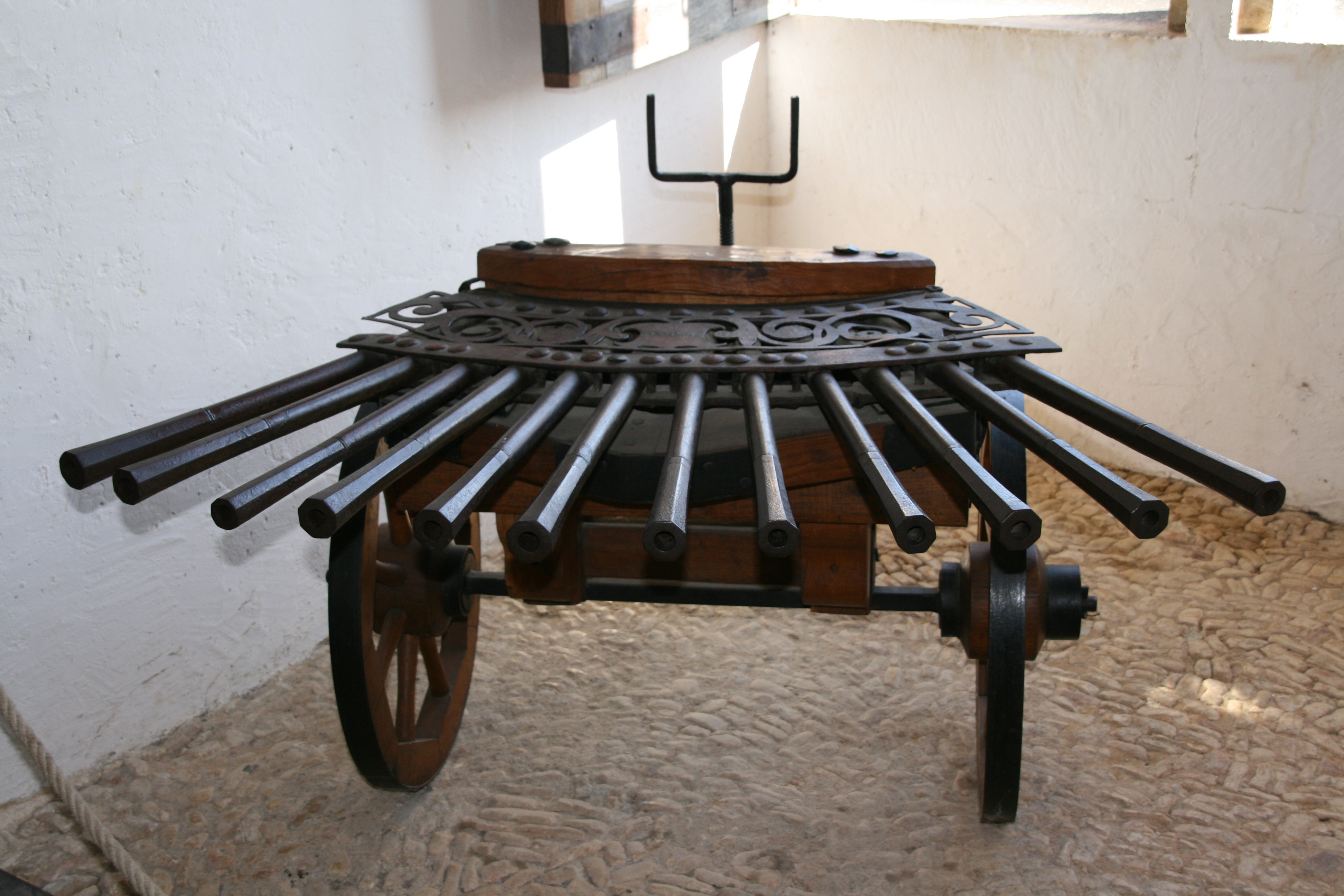
Ribauldequin aus dem 16. Jahrhundert (Rekonstruktion nach einer Zeichnung von Leonardo da Vinci, Burg Castelnaud)

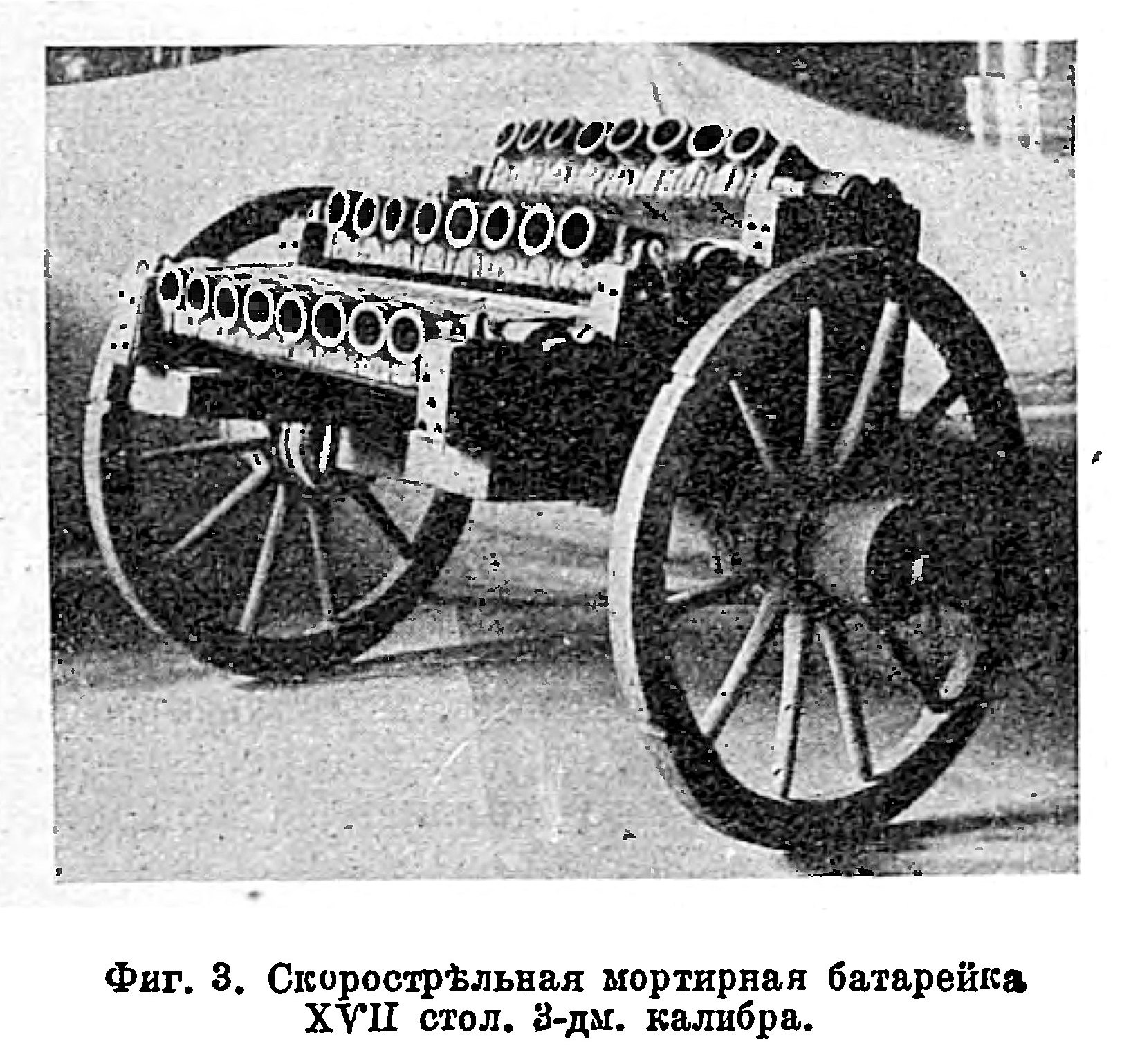
Salvengeschütz als Nachfolger der Ribauldequins

Die Ribauldequin war ein mittelalterliches Salvengeschütz mit mehreren, für ihre Zeit kleinkalibrigen Eisenrohren, die in Fächerform bis parallel angeordnet waren.

## Beschreibung
Die Ribauldequin war eine Karrenbüchse, die auch als Rabauld, Ribault, Ribaudkin oder Orgelgeschütz bekannt war. Die auf Karren montierten Rohre  verstärkten die Infanterie in der vordersten Linie. Die Waffen waren Vorderlader deren Ladevorgang manuell ablief, was nicht im Kampf an der Front durchgeführt werden konnte. In frühen Ausführungen waren die Karrenbüchsen zusätzlich mit Spießen ausgestattet. Bei späten Versionen wurden sie zur Bildung von Wagenburgen mit Ketten versehen.  Beim Abfeuern der Schusswaffe wurde eine Salve von Kugeln oder Pfeilen verschossen.
Die erste bekannte Ribauldequin kam während des Hundertjährigen Kriegs 1339 in Frankreich in der Armee des Königs Eduard III. von England zum Einsatz. Die von der Armee Eduards eingesetzten Ribauldequins trugen jeweils zwölf Rohre und wurden in Batterien von zwölf Waffen angeordnet. Sie feuerten somit 144 Geschosse auf einmal gegen die feindlichen Truppen. Die Ribauldequins wurden auch in den Rosenkriegen eingesetzt: Während der Zweiten Schlacht von St Albans wurden Ridauldequins von Yorkisten unter Führung von Richard Neville, 16. Earl of Warwick gegen die Lancastrianer unter Margarete von Anjou als Verteidigungswaffe eingesetzt. Später wurden im Herzogtum Mailand und in anderen reichen und technologisch fortgeschrittenen Regionen Ribaults mit neun Rohren, sowie eine weitere, größere Varianten mit 36 Rohren auf Holzgestellen hergestellt. Eingesetzt wurde diese Waffen hauptsächlich während des frühen 15. Jahrhunderts und später durch modernere Salvengeschütze abgelöst.